# Microterys lehri
Microterys lehri är en stekelart som beskrevs av Sugonjaev 1965. Microterys lehri ingår i släktet Microterys och familjen sköldlussteklar.
Artens utbredningsområde är:
- Kazakstan.
- Armenien.

Inga underarter finns listade i Catalogue of Life.